# Сурастрі Карма Трімурті
Сурастрі Карма Трімурті (індонез. Surastri Karma Trimurti, нід. Soerastri Karma Trimoerti), також відома як С. К. Трімуті (індонез. S. K. Trimuti; 11 травня 1912) — 20 травня 2008 — індонезійська журналістка, письменниця та вчителька, що брала участь у індонезійському русі за незалежність від колоніальної влади Нідерландів. Пізніше з 1947 по 1948 першою займала посаду міністерки праці Індонезії в уряді прем'єр-міністра Аміра Шарифуддіна.

## Біографія

### Раннє життя
Сурастрі Карма Трімурті народилася 11 травня 1912, in Соло, Центральна Ява. Навчалася в Педагогічній школі для дівчат (Sekolah Guru Putri).

### Індонезійський рух за незалежність
У 1930-ті стала активною учасницею індонезійського руху за незалежність офіційно долучившись до індонезійської націоналістичної партії Партіндо 1933 року, незадовго після закінчення навчання у Tweede Inlandsche School.
Трімурті розпочала свою кар'єру як учитель початкової школи після закінчення Tweede Inlandsche School. У 1930-ті викладала в початкових школах у Бандунзі, Суракарті та Баюмасі. Однак 1936 року її заарештовано нідерландськими органами влади за розповсюдження антиколоніальних памфлетів. За це її ув'язнено на 9 місяців у в'язниці Булу в Семаранзі.
Після виходу з в'язниці Трімурті полишила кар'єру вчительки й почала займатися журналістикою. Незабаром вона стала добре відомою в журналістських та антиколоніальних колах як журналістка-критик. Трімурті часто використовувала різні скорочені псевдоніми на основі її справжнього імені, як то Трімурті (Trimurti) або Карма (Karma) у своїх працях для того, щоб уникнути нового арешту з боку нідерландської колоніальної влади. Упродовж репортерської кар'єри Трімурті працювала на низку індонезійських газет, зокрема Pesat, Panjebar Semangat, Genderang, Bedung та Pikiran Rakyat. Pesat вона випускала самостійно разом зі своїм чоловіком. В епоху японської окупації Індонезії, Pesat було заборонено військовим урядом Японії. Саму Трімурті в цей період було заарештовано й піддано тортурам.

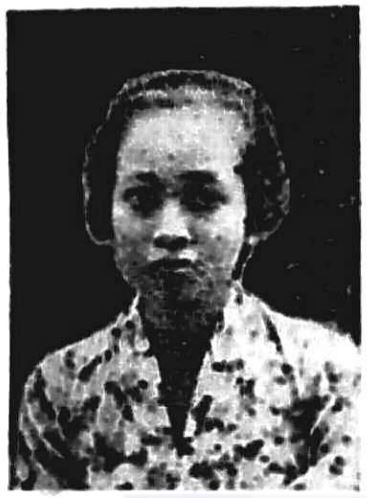
Сурастрі Карма Трімурті укінці 1930-х

### Після незалежності
Як відому борчиню за права робітників Трімурті було призначено першою в Індонезії міністеркою праці в уряді прем'єр-міністра Аміра Шарифуддіна. На цій посаді вона працювала з 1947 по 1948. Була частиною виконавчого комітету Лейбористської партії Індонезії, очолювала її жіноче крило: Фронт робітниць.
1950 року співзаснувала Gerwis, індонезійську жіночу організацію, яку пізніше було перейменовано на Рух жінок Індонезії. Покинула організацію у 1965. У віці 41 років продовжила здобувати освіту: вивчала економіку в Університеті Індонезії. Щоб завершити навчання в 1959 році відхилила пропозицію стати міністеркою соціальних справ Індонезії.
1980 року була членкинею і підписанткою Петиції 50, що протестувала проти Сухартового використання панчасили проти його політичних опонентів. Підписанти Петиції п'ятидесяти включали видатних борців за незалежність Індонезії, а також урядовців і військових, як то Трімурті та колишній губернатор Джакарти Алі Садікін.

### Смерть
С. К. Трімурті померла о 18:20 20 травня 2008 у віці 96 років в Армійському госпіталі Гатот Суброто (RSPAD) в Джакарті, де вона пролежала 2 тижні. Її здоров'я погіршувалося й обмежило її пересування її кімнатою впродовж всього року до того. За словами її сина, Геру Баскоро, Трімурі померла від розриву вени. Серед інших її симптомів також були низький рівень гемоглобіну та високий кров'яний тиск.
На її честь в державному палаці в Центральній Джакарті було проведено церемонію, що вшановувала її як «героїню незалежності Індонезії». Похована на кладовищі для героїв Калібата.

## Особисте життя
У 1938 вийшла заміж за Мугаммада Ібну Саюті, друкаря декларації незалежності Індонезії, яку було проголошено Сукарно 17 серпня 1945. Трімурті провела більшість її решти життя в орендованій резиденції в Бекасі, Західна Ява.